# Onze Taal
Onze Taal (OT) is een populairwetenschappelijk tijdschrift dat uitgegeven wordt door het Genootschap Onze Taal. Het verscheen voor het eerst in maart 1932. Het blad geeft zijn lezers informatie over allerlei aspecten van taal, met name de Nederlandse taal. Het bevat onder meer artikelen over taalverandering, leesbaar schrijven en nieuwe woorden, maar ook taalnieuws, tips en boekbesprekingen. Tweemaal per jaar komt er een themanummer uit, bijvoorbeeld over kindertaal, voetbaltaal of reclametaal.
Onze Taal verschijnt in totaal zes keer per jaar. Het abonnement is verbonden aan het lidmaatschap van het Genootschap Onze Taal.
De jaargangen tot en met 2014 zijn te downloaden op de website van de Digitale Bibliotheek voor de Nederlandse Letteren.
Op de website van Onze Taal kan ook de betekenis van woorden en uitdrukkingen opgezocht worden.
Sinds 2019 reikt het genootschap samen met de krant Trouw en het Algemeen-Nederlands Verbond (ANV) de Taalboekenprijs uit. Deze prijs wordt jaarlijks uitgereikt aan het beste boek over taal voor een breder publiek.